# デュルビ・デュ・ローヌ
デュルビ・デュ・ローヌ（フランス語 : Derby du Rhône, 英語 : Rhône Derby）は、フランスのローヌ＝アルプ地域圏に本拠地を置くサッカークラブ、オリンピック・リヨンとASサンテティエンヌが対戦するローカル・ダービーのことである。

## 歴史
それぞれのクラブが本拠地を置くリヨン市とサンテティエンヌ市はともにローヌ＝アルプ地域圏にあり、両都市は約50kmしか離れていない。リヨン市は裕福なホワイトカラー住民が多いとされ、それとは対照的に、サンテティエンヌ市はブルーカラーの労働者が多いとされる。このこともあり、1951年に初対戦が行なわれて以来、強大なライバル意識が育まれていった。他の主要なダービー同様に、ピッチ内外でライバル感情が激突し、このダービーはリーグ・アンのハイライトのひとつとされることも多い。このダービーは、「かつてのフランス最大のクラブ」（サンテティエンヌ）と「近年最も成功を収めているクラブ」（リヨン）の対戦でもある。20世紀において、サンテティエンヌはフランスで最も成功を収めたクラブであり、1957年から1981年の間にフランス最多の10回のリーグ優勝を果たしている。クープ・ドゥ・フランスでは6回優勝しており、欧州カップ戦でも好成績を収めたが、1984年にディヴィジョン・ドゥ（2部、現リーグ・ドゥ）降格となり、フランスサッカー界における影響力が弱まっていった。一方のリヨンは21世紀に入ってから躍進を遂げたクラブであり、2001-02シーズンにディヴィジョン・アンで初優勝した。同シーズンからリーグ戦で7連覇を果たし、リーグの連覇記録を塗り替えた。UEFAチャンピオンズリーグでは2009-10シーズンにベスト4に進出するなど、9シーズン連続でベスト16以上の成績を残した。

## 統計
2012年12月9日時点
| 大会                         | 試合数 | サンテティエンヌ 勝利 | 引き分け | リヨン勝利 |
| ---------------------------- | ------ | --------------------- | -------- | ---------- |
| リーグ・アン                 | 96     | 36                    | 29       | 31         |
| クープ・ドゥ・フランス       | 5      | 1                     | 1        | 3          |
| クープ・ドゥ・ラ・リーグ     | 1      | 0                     | 0        | 1          |
| トロフェ・デ・シャンピオン   | 0      | 0                     | 0        | 0          |
| クープ・シャルル・ドラゴ     | 1      | 1                     | 0        | 0          |
| シャラジュ・デ・シャンピオン | 1      | 1                     | 0        | 0          |
| 通算                         | 104    | 39                    | 30       | 35         |

## タイトル
| 大会                       | サン テティエンヌ | リヨン |
| -------------------------- | ----------------- | ------ |
| リーグ・アン               | 10                | 7      |
| リーグ・ドゥ               | 3                 | 3      |
| クープ・ドゥ・フランス     | 6                 | 5      |
| クープ・ドゥ・ラ・リーグ   | 1                 | 5      |
| トロフェ・デ・シャンピオン | 8                 | 5      |
| クープ・シャルル・ドラゴ   | 0                 | 2      |
| UEFAインタートトカップ     | 0                 | 1      |
| 通算                       | 24                | 32     |

## 禁断の移籍
リヨンとサンテティエンヌの両クラブでプレーしたことがある選手は30人に満たず、両クラブ間を直接移籍した選手は13人のみである。直接移籍した初の選手は、1951年にサンテティエンヌからリヨンに移籍したAntoine Rodriguezである。Rodriguezはサンテティエンヌで9年間プレーしてから移籍したが、リヨンでのプレーは1シーズンに終わった。直接移籍した著名選手にはエメ・ジャケなどがいる。ジャケはサンテティエンヌで13シーズンプレーし、その後リヨンで3シーズンプレーした。現役引退後にジャケはリヨンの監督となり、1972-73シーズンのクープ・ドゥ・フランスで決勝に進出した。ベルナール・ラコンブはリヨンのクラブ最多得点者のひとりとなり、1978年にサンテティエンヌに移籍。しかし、サンテティエンヌサポーターからのブーイングの対象となり、わずか1シーズンでFCジロンダン・ボルドーに去った。 直接移籍したそのほかの選手には、François Lemasson、Alain Moizan、Andre Calligaris、Romarin Billong、Jean-Luc Sassus、Christopher Deguerville、グレゴリー・クーペ、Franck Priou、ラミネ・ディアッタ、バフェティンビ・ゴミスがいる。

### リヨンからサンテティエンヌ

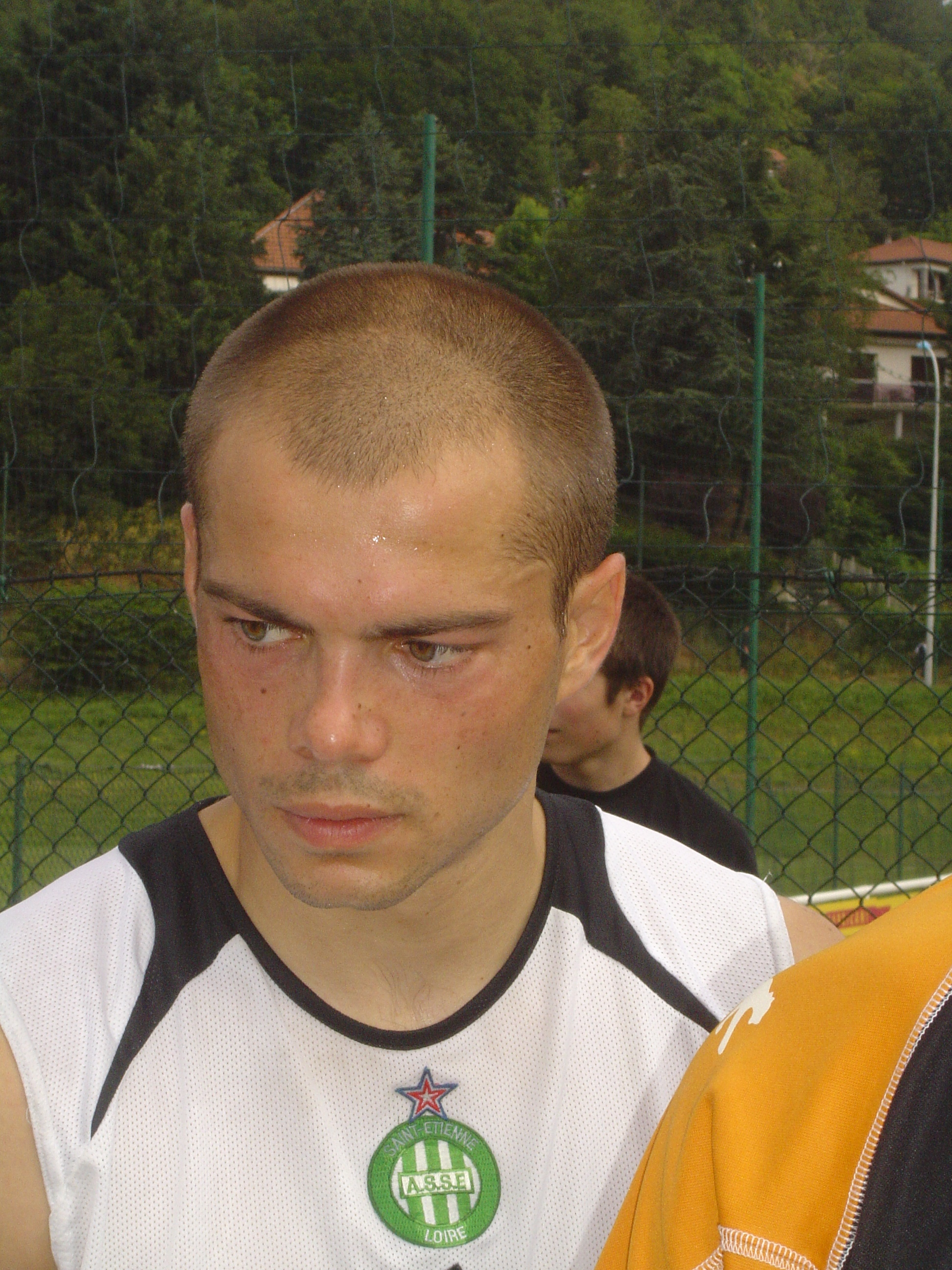
リヨンからデビューし、サンテティエンヌ移籍後に100試合以上に出場したダヴィド・エルビュイック

| ベルナール・ラコンブ     | FW | 1969–78   | 230 | 128 | 1978–79   | 32  | 14 |
| Alain Moizan             | MF | 1980–82   | –   | –   | 1982–84   | –   | –  |
| Franck Priou             | MF | 1980–88   | –   | –   | 1988–90   | –   | –  |
| ローラン・フルニエ       | MF | 1986–88   | 53  | 15  | 1995      | 10  | 3  |
| Romarin Billong          | DF | 1988–95   | 111 | 5   | 1995–2000 | 102 | 5  |
| Patrice Ferri            | DF | 1992–93   | –   | –   | 1995–96   | –   | –  |
| Jean-Luc Sassus          | MF | 1994–97   | –   | –   | 1997–98   | –   | –  |
| ダヴィド・エルビュイック | MF | 1996–2000 | 3   | 0   | 2001–06   | 167 | 14 |
| Laurent Morestin         | DF | 1997–98   | 3   | 0   | 2003–04   | 24  | 0  |
| パトリス・カルテロン     | DF | 1997–2000 | 101 | 6   | 2001–05   | 100 | 16 |
| ラミネ・ディアッタ       | DF | 2004–06   | 40  | 0   | 2006–08   | 27  | 1  |
| シルヴァン・モンソロー   | DF | 2005–06   | 19  | 0   | 2008–2012 | 54  | 0  |

### サンテティエンヌからリヨン

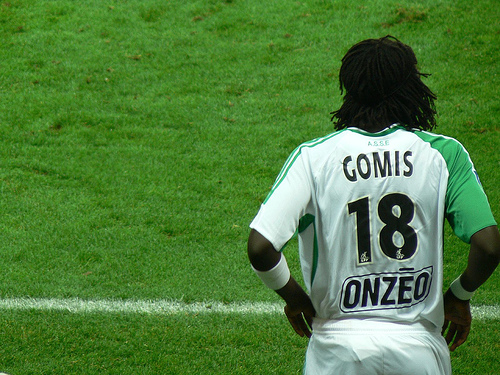
2009年にサンテティエンヌからリヨンに移籍したバフェティンビ・ゴミス

| Michel Cristobal         | DF | 1945–49 | –   | –  | 1950–52   | –   | –  |
| Antoine Rodriguez        | DF | 1942–51 | –   | –  | 1951–52   | –   | –  |
| Andre Calligaris         | DF | 1957–60 | –   | –  | 1960–61   | –   | –  |
| エメ・ジャケ             | MF | 1960–73 | 176 | 12 | 1973–76   | 26  | 2  |
| André Guy                | FW | 1962–65 | 82  | 52 | 1967–71   | 116 | 66 |
| José Broissart           | MF | 1969–73 | –   | –  | 1976–80   | –   | –  |
| Jean-François Larios     | MF | 1973–83 | 167 | 36 | 1984–85   | 27  | 1  |
| Olivier Roussey          | MF | 1977–78 | –   | –  | 1979–80   | –   | –  |
| Patrice Ferri            | GK | 1981–88 | –   | –  | 1992–93   | –   | –  |
| François Lemasson        | GK | 1986–87 | 5   | 0  | 1987–90   | 101 | 0  |
| Christopher Deguerville  | MF | 1987–95 | –   | –  | 1995–97   | –   | –  |
| グレゴリー・クーペ       | GK | 1993–97 | 88  | 0  | 1997–2008 | 518 | 0  |
| フレデリック・ピキオンヌ | FW | 2004–07 | 97  | 27 | 2008–09   | 26  | 4  |
| バフェティンビ・ゴミス   | FW | 2003–09 | 162 | 49 | 2009–2014 | 178 | 64 |
| パパ・ディアカテ         | DF | 2010    | 18  | 1  | 2010–2011 | 3   | 0  |